# Cephalopholis spiloparaea
Vieille fraise, Mérou fraise
Espèce
Synonymes
- Cephalopholis analis (non Valenciennes, 1828)
- Cephalopholis aurantia (non Valenciennes, 1828)
- Cephalopholis aurantius (non Valenciennes, 1828)
- Cephalopholis spiloparae (Valenciennes, 1828)
- Cephalopholis spiloparaea (Valenciennes, 1828) (préféré par UICN)
- Serranus spiloparaeus Valenciennes, 1828

Statut de conservation UICN

 LC  : Préoccupation mineure
Cephalopholis spiloparaea, communément nommé Vieille fraise ou Mérou fraise, est une espèce de poisson marin de la famille des Serranidae.
La Vieille fraise est présente dans les eaux tropicales de l'Indo-Pacifique, Mer Rouge exclue.
Sa taille maximale est de 30 cm.

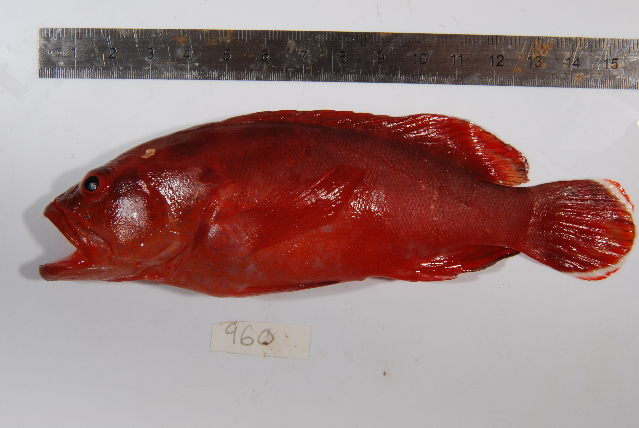
Vieille fraise